# Préstimo e Macieira de Alcoba
Préstimo e Macieira de Alcoba (oficialmente: União das Freguesias de Préstimo e Macieira de Alcoba) é uma freguesia portuguesa do município de Águeda, com 41,73 km² de área e 703 habitantes (censo de 2021). A sua densidade populacional é 16,8 hab./km².

## História
Foi constituída em 2013, no âmbito de uma reforma administrativa nacional, pela agregação das antigas freguesias de Préstimo e Macieira de Alcoba com sede em Préstimo.

## Demografia
A população registada nos censos foi:
| Distribuição da População por Grupos Etários | Distribuição da População por Grupos Etários | Distribuição da População por Grupos Etários | Distribuição da População por Grupos Etários | Distribuição da População por Grupos Etários | Distribuição da População por Grupos Etários |
| -------------------------------------------- | -------------------------------------------- | -------------------------------------------- | -------------------------------------------- | -------------------------------------------- | -------------------------------------------- |
| Antes da agregação                           |                                              |                                              |                                              |                                              |                                              |
| Ano                                          | 0-14 anos                                    | 15-24 anos                                   | 25-64 anos                                   | >= 65 anos                                   | Total                                        |
| 2001                                         | 142                                          | 118                                          | 505                                          | 266                                          | 1031                                         |
| 2011                                         | 75                                           | 75                                           | 423                                          | 235                                          | 808                                          |
| Após a agregação                             |                                              |                                              |                                              |                                              |                                              |
| Ano                                          | 0-14 anos                                    | 15-24 anos                                   | 25-64 anos                                   | >= 65 anos                                   | Total                                        |
| 2021                                         | 63                                           | 56                                           | 344                                          | 240                                          | 703                                          |